# هلال جرئت
هلال جرئت (اردو: هلال جرئت، به اختصار "HJ") دومین بالاترین جایزهٔ افتخاری نظامی دولت پاکستان بعد از نشان حیدر است. این جایزه در ۱۶ مارس ۱۹۵۷ (میلادی) پس از تبدیل شدن نظام پاکستان به جمهوری اسلامی ایجاد شد. این جایزه بر اساس جرئت و شجاعت در جنگ به افراد داده می‌شود.